# Pietro dall'Orto
Pietro dall'Orto (... – 1467) è stato un vescovo cattolico italiano.

## Biografia
Pietro di Giovanni venne nominato vescovo di Nepi da papa Eugenio IV il 27 aprile 1433. Tuttavia, la sede diocesana venne unita a Sutri due anni dopo e il vescovo fu trasferito alle sedi di Montefiascone e Corneto il 12 dicembre 1435.
Il 6 marzo 1439 Pietro venne nominato vescovo di Massa e Populonia, diocesi che resse per ventotto anni, fino alla morte nel 1467. Prese parte al concilio di Firenze del 1439. La sua nomina fu avversata dalla Repubblica di Siena, tanto che dovette intervenire il papa per permettergli di prendere possesso della diocesi. Sotto il suo episcopato, nel 1458, la diocesi massetana passò dalla provincia ecclesiastica di Pisa a quella di Siena.